# Hays B. White

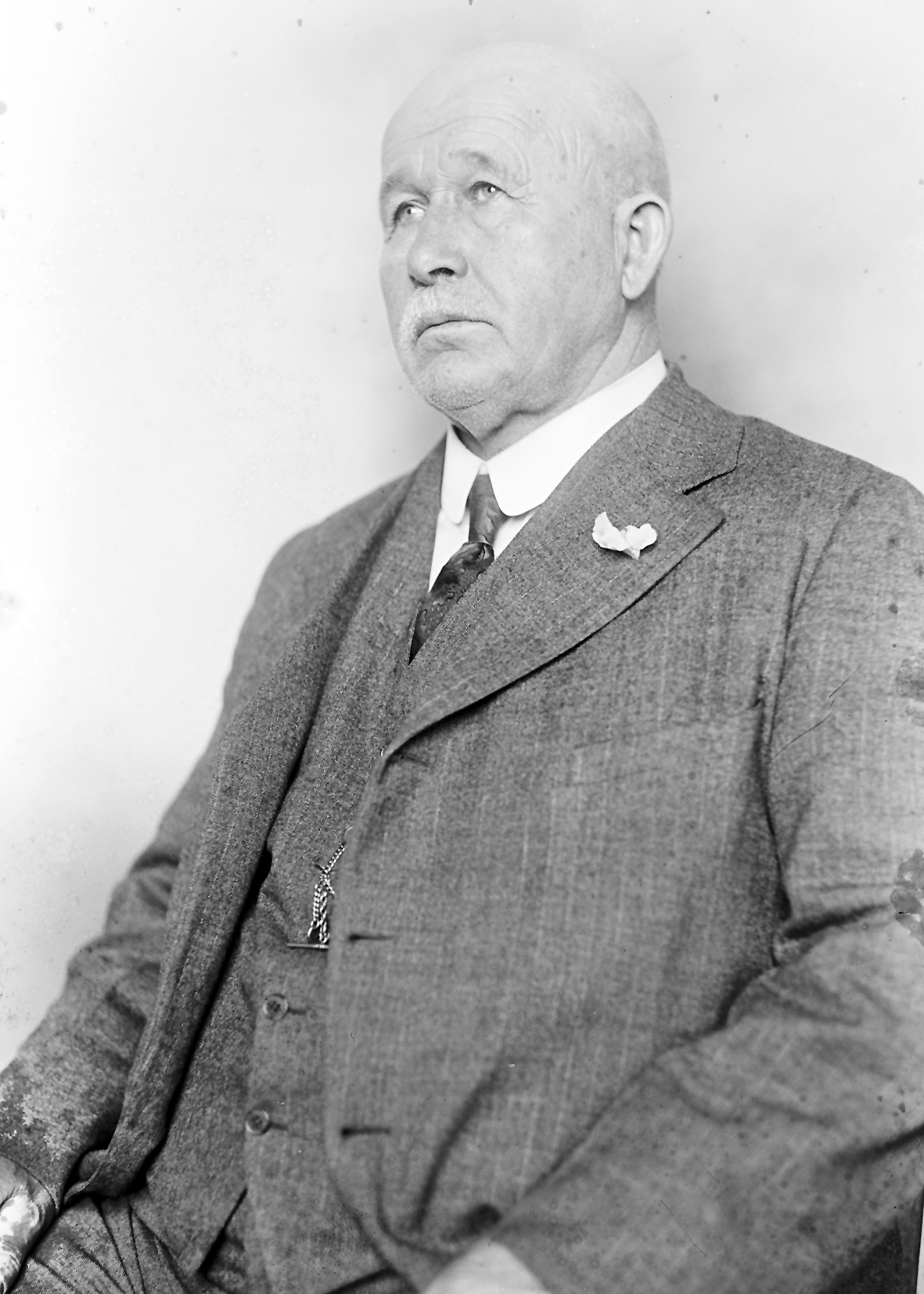
Hays B. White

Hays Baxter White (* 21. September 1855 bei Fairfield, Jefferson County, Iowa; † 29. September 1930 in Mankato, Kansas) war ein US-amerikanischer Politiker. Zwischen 1919 und 1929 vertrat er den sechsten Wahlbezirk des Bundesstaates Kansas im US-Repräsentantenhaus.

## Werdegang
Hays White besuchte die öffentlichen Schulen seiner Heimat in Iowa und arbeitete danach in der Landwirtschaft. Im Jahr 1875 zog er in das Jewell County in Kansas, wo er in der Nähe der Stadt Mankato ebenfalls in der Landwirtschaft tätig wurde. Ab 1876 war er dort auch Lehrer. White wurde Mitglied der Republikanischen Partei und war von 1888 bis 1890 Abgeordneter im Repräsentantenhaus von Kansas; zwischen 1900 und 1904 gehörte er dem Staatssenat an. In den Jahren 1914 bis 1915 war White Bürgermeister von Mankato und von 1915 bis 1918 war er Mitglied der Steuerkommission des Staates Kansas.
Bei den Kongresswahlen des Jahres 1918 wurde er im sechsten Distrikt von Kansas in das US-Repräsentantenhaus in Washington, D.C. gewählt. Dort trat er am 4. März 1919 die Nachfolge des Demokraten John R. Connelly an, den er bei der Wahl geschlagen hatte. Nach vier Wiederwahlen konnte White bis zum 3. März 1929 fünf Legislaturperioden im Kongress absolvieren. Ab 1923 war er Vorsitzender des Ausschusses, der sich mit den Präsidentschafts- und Kongresswahlen befasste. Während seiner Zeit im Kongress wurde der 19. Verfassungszusatz verabschiedet, durch den das Frauenwahlrecht bundesweit eingeführt wurde. 1928 verzichtete White auf eine weitere Kandidatur. Er starb zwei Jahre später in Mankato.